# Patinaj viteză la Jocurile Olimpice de iarnă din 2022 - 3.000 metri (feminin)
Proba de patinaj viteză 3.000 metri feminin de la Jocurile Olimpice de iarnă din 2022 de la Beijing, China a avut loc pe 5 februarie 2022 la Arena națională de patinaj viteză.

## Program
Orele sunt orele Chinei (ora României + 6 ore).
| Dată        | Ora         | Rundă          |
| ----------- | ----------- | -------------- |
| 5 februarie | 16:30–17:51 | Serii + Finală |

## Rezultate
Rezultatele oficiale.
| Loc | Pereche | Pistă | Nume                   | Țară                       | Timp    | Diferență | Note |
| --- | ------- | ----- | ---------------------- | -------------------------- | ------- | --------- | ---- |
| 1   | 10      | E     | Irene Schouten         | Olanda                     | 3:56,93 |           | RO   |
| 2   | 10      | I     | Francesca Lollobrigida | Italia                     | 3:58,06 | +1,13     |      |
| 3   | 9       | I     | Isabelle Weidemann     | Canada                     | 3:58,64 | +1,71     |      |
| 4   | 8       | I     | Martina Sáblíková      | Cehia                      | 4:00,34 | +3,41     |      |
| 5   | 9       | E     | Ragne Wiklund          | Norvegia                   | 4:01,44 | +4,51     |      |
| 6   | 3       | I     | Miho Takagi            | Japonia                    | 4:01,77 | +4,84     |      |
| 7   | 3       | E     | Carlijn Achtereekte    | Olanda                     | 4:02,21 | +5,28     |      |
| 8   | 6       | E     | Antoinette de Jong     | Olanda                     | 4:02,37 | +5,44     |      |
| 9   | 6       | I     | Ayano Sato             | Japonia                    | 4:03,40 | +6,47     |      |
| 10  | 4       | E     | Evgeniia Lalenkova     | COR                        | 4:03,42 | +6,49     |      |
| 11  | 5       | E     | Natalya Voronina       | COR                        | 4:03,84 | +6,91     |      |
| 12  | 5       | I     | Valérie Maltais        | Canada                     | 4:04,27 | +7,34     |      |
| 13  | 2       | E     | Nadejda Morozova       | Kazahstan                  | 4:04,97 | +8,04     |      |
| 14  | 8       | E     | Ivanie Blondin         | Canada                     | 4:06,40 | +9,47     |      |
| 15  | 7       | E     | Han Mei                | China                      | 4:07,74 | +10,81    |      |
| 16  | 7       | I     | Marina Zueva           | Belarus                    | 4:08,70 | +11,77    |      |
| 17  | 1       | I     | Adake Ahenaer          | China                      | 4:12,28 | +15,35    |      |
| 18  | 4       | I     | Nikola Zdráhalová      | Cehia                      | 4:13,13 | +16,20    |      |
| 19  | 2       | I     | Mia Kilburg            | Statele Unite ale Americii | 4:13.42 | +16,49    |      |
| 20  | 1       | E     | Claudia Pechstein      | Germania                   | 4:17,16 | +20,23    |      |